# Philippe Doria Machado
Philippe Doria Machado est un monteur (editor) de cinéma et de publicité né au Brésil en 1961. Il a notamment monté Claude Sautet ou la magie invisible, documentaire sur le réalisateur Claude Sautet.